# ثالوث البشارة

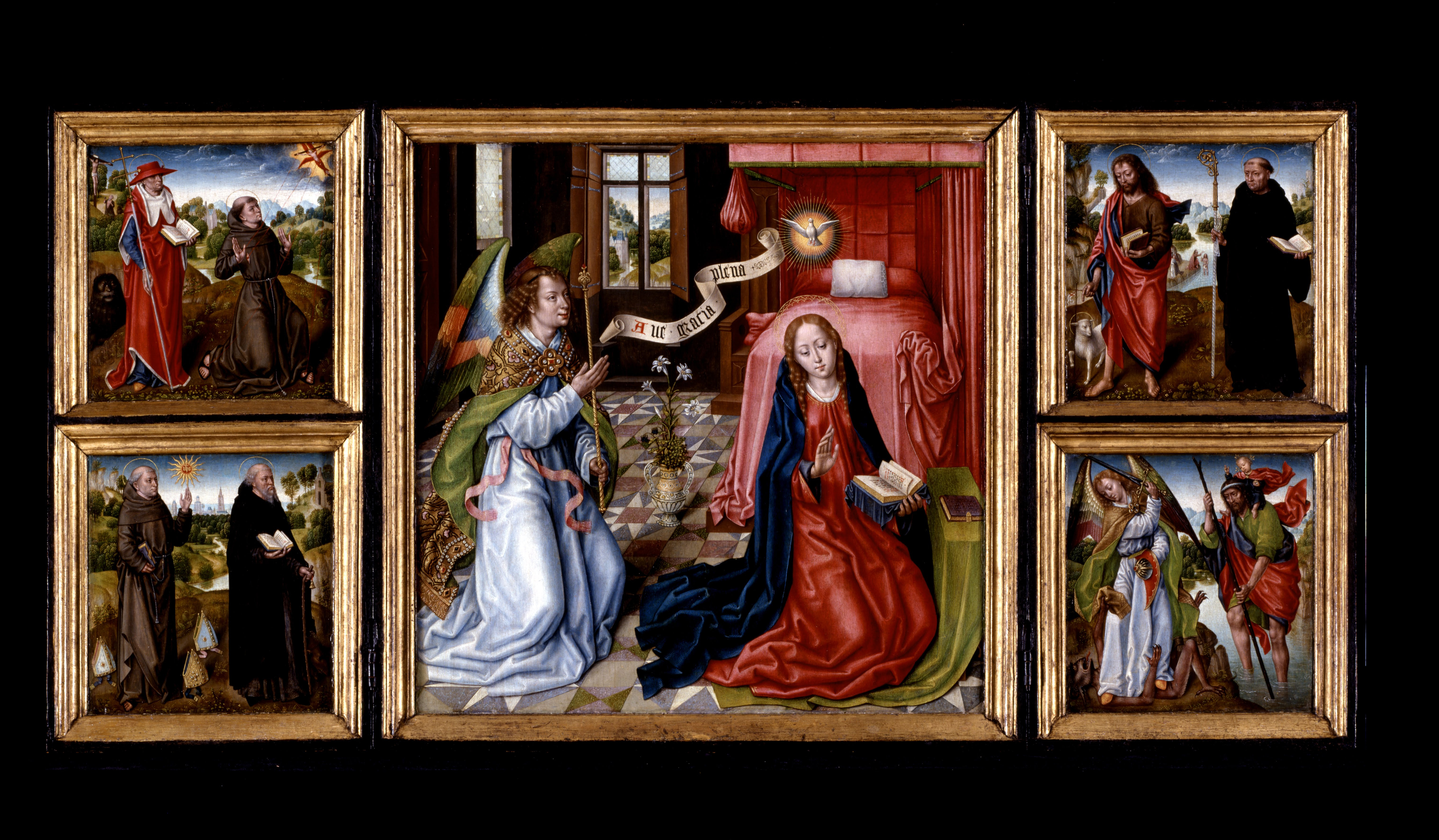
لوحة "ثالوث البشارة" بريشة سيد أسطورة القديسة أورسولا، 1483، معروضة في متحف إنديانابوليس للفنون

ثالوث البشارة (بالإنجليزية: Triptych of the Annunciation) هو لوحة ثلاثية من تنفيذ الفنان المعروف بلقب سيد أسطورة القديسة أورسولا (Master of the Legend of Saint Ursula)، وقد أُنجزت في عام 1483. تُعرض اللوحة حالياً في متحف إنديانابوليس للفنون، في ولاية إنديانا بالولايات المتحدة الأمريكية.

## المواصفات
- الفنان: سيد أسطورة القديسة أورسولا

- السنة: 1483

- النوع: زيت على لوح خشبي ثلاثي الأجزاء (triptych)

- الأبعاد: 59.1 سم × 116.2 سم (ما يعادل 23.25 × 45.75 بوصة)

- الموقع: متحف إنديانابوليس للفنون، إنديانابوليس

## الوصف
تُصوّر اللوحة لحظة البشارة، حيث يُعلن الملاك جبرائيل للعذراء مريم أنها ستحمل بالطفل يسوع. تمثل الخلفية الداخلية لغرفة نوم، مما يضيف بُعدًا رمزيًا يتعلق بنقاء مريم. ويُعتقد أن الرمزية في العمل تشمل إشارات نباتية مثل الأقحوان الذي يرمز إلى الحزن.
في اللوحة الجانبية العلوية اليسرى يظهر برناردينو من سيينا والقديس أنطوني الناسك، بينما يظهر في الزاوية العلوية اليمنى يوحنا المعمدان. أما الجزء الداخلي من اللوحة فيحتوي على بورتريهات رمادية اللون تمثل بولس وبرنارد، وتبدو كأنها تماثيل.

## وصلات خارجية
- متحف إنديانابوليس للفنون – صفحة العمل الفني